# History of Science
History of Science es una revista científica y multidisciplinaria dedicada a la historia de la ciencia, publicada en inglés, ruso, turco, persa, árabe y azerbaiyano. Está dirigida a historiadores de la ciencia de diversos países interesados en el desarrollo de la ciencia, su impacto en la sociedad y la publicación de resultados de investigación en este campo. La revista también publica reseñas de libros sobre historia de la ciencia e informes relacionados con este tema.
Se publica desde 2018. La revista es editada por AcademyGate Publishing y el International Metafizika Center. Todos los artículos publicados son revisados por el consejo científico. History of Science está indexada en numerosas bases de datos internacionales.